# Ronde van Qatar 2014 (mannen)
De 13e editie van de wielerwedstrijd Ronde van Qatar vond plaats in 2014 van 9 tot en met 14 februari. De start was in Al Wakrah, de finish bij de Doha Corniche. De ronde maakte deel uit van de UCI Asia Tour 2014, in de wedstrijdcategorie 2.HC. De titelhouder was de Brit Mark Cavendish. Dit jaar won de Nederlander Niki Terpstra.

## Deelnemende ploegen
| WorldTour               | ProContinentaal             | Continentaal  |
| ----------------------- | --------------------------- | ------------- |
| AG2R-La Mondiale        | Bardiani CSF                | Skydive Dubai |
| Astana                  | IAM Cycling                 |               |
| Belkin Pro Cycling      | NetApp-Endura               |               |
| BMC Racing Team         | UnitedHealthcare            |               |
| Cannondale              | Topsport Vlaanderen-Baloise |               |
| FDJ.fr                  |                             |               |
| Omega Pharma-Quick-Step |                             |               |
| Orica-GreenEdge         |                             |               |
| Katjoesja               |                             |               |
| Lotto-Belisol           |                             |               |
| Sky ProCycling          |                             |               |
| Tinkoff-Saxo            |                             |               |
| Trek Factory Racing     |                             |               |

## Etappe-overzicht
| etappe | datum       | start                | finish            | afstand       | winnaar         | klassementsleider |
| ------ | ----------- | -------------------- | ----------------- | ------------- | --------------- | ----------------- |
| 1e     | 9 februari  | Al Wakrah            | Dukhan Beach      | 135,5 km      | Niki Terpstra   | Niki Terpstra     |
| 2e     | 10 februari | Camel Race Track     | Al Khor Corniche  | 160,5 km      | Tom Boonen      | Niki Terpstra     |
| 3e     | 11 februari | Lusail               | Lusail            | 10,9 km (ITT) | Michael Hepburn | Niki Terpstra     |
| 4e     | 12 februari | Dukhan               | Mesaieed          | 135 km        | Tom Boonen      | Niki Terpstra     |
| 5e     | 13 februari | Al Zubara Fort       | Madinat Al Shamal | 159 km        | André Greipel   | Niki Terpstra     |
| 6e     | 14 februari | Sealine Beach Resort | Doha Corniche     | 113,5 km      | Arnaud Démare   | Niki Terpstra     |

## Etappe-uitslagen

### 1e etappe
| Al Wakrah - Dukhan Beach (135,5 km) |                          |                             |          |
| Plaats                              | Naam                     | Ploeg                       | Tijd     |
| Winnaar                             | Niki Terpstra            | Omega Pharma-Quick-Step     | 3u13'42" |
| 2                                   | Jürgen Roelandts         | Lotto-Belisol               | + 0'01"  |
| 3                                   | Michael Schär            | BMC Racing Team             | z.t.     |
| 4                                   | Martin Elmiger           | IAM Cycling                 | z.t.     |
| 5                                   | Guillaume Van Keirsbulck | Omega Pharma-Quick-Step     | + 0'07"  |
| 6                                   | Tom Boonen               | Omega Pharma-Quick-Step     | z.t.     |
| 7                                   | Barry Markus             | Belkin Pro Cycling          | z.t.     |
| 8                                   | Arnaud Démare            | FDJ.fr                      | z.t.     |
| 9                                   | Michael Van Staeyen      | Topsport Vlaanderen-Baloise | z.t.     |
| 10                                  | Marcel Sieberg           | Lotto-Belisol               | z.t.     |

| Algemeen klassement |                          |                         |          |
| Plaats              | Naam                     | Ploeg                   | Tijd     |
| Gouden trui         | Niki Terpstra            | Omega Pharma-Quick-Step | 3u13'26" |
| 2                   | Jürgen Roelandts         | Lotto-Belisol           | + 0'09"  |
| 3                   | Michael Schär            | BMC Racing Team         | + 0'12"  |
| 4                   | Martin Elmiger           | IAM Cycling             | + 0'17"  |
| 5                   | Alexander Kristoff       | Katjoesja               | + 0'21"  |
| 6                   | Sam Bennett              | NetApp-Endura           | + 0'22"  |
| 7                   | Guillaume Van Keirsbulck | Omega Pharma-Quick-Step | + 0'23"  |
| 8                   | Tom Boonen               | Omega Pharma-Quick-Step | z.t.     |
| 9                   | Barry Markus             | Belkin Pro Cycling      | z.t.     |
| 10                  | Arnaud Démare            | FDJ.fr                  | z.t.     |

### 2e etappe
| Camel Race Track - Al Khor Corniche (160,5 km) |                  |                         |          |
| Plaats                                         | Naam             | Ploeg                   | Tijd     |
| Winnaar                                        | Tom Boonen       | Omega Pharma-Quick-Step | 3u30'07" |
| 2                                              | Michael Mørkøv   | Tinkoff-Saxo            | z.t.     |
| 3                                              | Jürgen Roelandts | Lotto-Belisol           | z.t.     |
| 4                                              | Andrew Fenn      | Omega Pharma-Quick-Step | z.t.     |
| 5                                              | Matti Breschel   | Tinkoff-Saxo            | z.t.     |
| 6                                              | Ian Stannard     | Sky ProCycling          | z.t.     |
| 7                                              | Niki Terpstra    | Omega Pharma-Quick-Step | z.t.     |
| 8                                              | Marcel Sieberg   | Lotto-Belisol           | z.t.     |
| 9                                              | Lars Boom        | Belkin Pro Cycling      | + 0'05"  |
| 10                                             | Karsten Kroon    | Tinkoff-Saxo            | z.t.     |

| Algemeen klassement |                  |                         |          |
| Plaats              | Naam             | Ploeg                   | Tijd     |
| Gouden trui         | Niki Terpstra    | Omega Pharma-Quick-Step | 6u43'30" |
| 2                   | Jürgen Roelandts | Lotto-Belisol           | + 0'05"  |
| 3                   | Tom Boonen       | Omega Pharma-Quick-Step | + 0'14"  |
| 4                   | Michael Mørkøv   | Tinkoff-Saxo            | + 0'20"  |
| 5                   | Marcel Sieberg   | Lotto-Belisol           | + 0'26"  |
| 6                   | Andrew Fenn      | Omega Pharma-Quick-Step | z.t.     |
| 7                   | Ian Stannard     | Sky ProCycling          | z.t.     |
| 8                   | Matti Breschel   | Tinkoff-Saxo            | z.t.     |
| 9                   | Lars Boom        | Belkin Pro Cycling      | + 0'31"  |
| 10                  | Karsten Kroon    | Tinkoff-Saxo            | z.t.     |

### 3e etappe
| Lusail - Lusail (10,9 km) |                          |                         |         |
| Plaats                    | Naam                     | Ploeg                   | Tijd    |
| Winnaar                   | Michael Hepburn          | Orica-GreenEdge         | 13'28"  |
| 2                         | Lars Boom                | Belkin Pro Cycling      | + 0'01" |
| 3                         | Daniele Bennati          | Tinkoff-Saxo            | + 0'06" |
| 4                         | Fabian Cancellara        | Trek Factory Racing     | z.t.    |
| 5                         | Niki Terpstra            | Omega Pharma-Quick-Step | + 0'08" |
| 6                         | Martin Elmiger           | IAM Cycling             | + 0'10" |
| 7                         | Guillaume Van Keirsbulck | Omega Pharma-Quick-Step | + 0'13" |
| 8                         | Philippe Gilbert         | BMC Racing Team         | + 0'15" |
| 9                         | Jens Mouris              | Orica-GreenEdge         | + 0'16" |
| 10                        | Gert Steegmans           | Omega Pharma-Quick-Step | + 0'17" |

| Algemeen klassement |                          |                         |          |
| Plaats              | Naam                     | Ploeg                   | Tijd     |
| Gouden trui         | Niki Terpstra            | Omega Pharma-Quick-Step | 6u57'06" |
| 2                   | Jürgen Roelandts         | Lotto-Belisol           | + 0'21"  |
| 3                   | Lars Boom                | Belkin Pro Cycling      | + 0'24"  |
| 4                   | Tom Boonen               | Omega Pharma-Quick-Step | + 0'28"  |
| 5                   | Ian Stannard             | Sky ProCycling          | + 0'35"  |
| 6                   | Guillaume Van Keirsbulck | Omega Pharma-Quick-Step | + 0'45"  |
| 7                   | Michael Mørkøv           | Tinkoff-Saxo            | + 0'49"  |
| 8                   | Marcel Sieberg           | Lotto-Belisol           | z.t.     |
| 9                   | Stijn Vandenbergh        | Omega Pharma-Quick-Step | + 0'58"  |
| 10                  | Andrew Fenn              | Omega Pharma-Quick-Step | + 1'06"  |

### 4e etappe
| Dukhan - Mesaieed (135 km) |                     |                             |          |
| Plaats                     | Naam                | Ploeg                       | Tijd     |
| Winnaar                    | Tom Boonen          | Omega Pharma-Quick-Step     | 2u22'34" |
| 2                          | André Greipel       | Lotto-Belisol               | z.t.     |
| 3                          | Barry Markus        | Belkin Pro Cycling          | z.t.     |
| 4                          | Aidis Kruopis       | Orica-GreenEdge             | z.t.     |
| 5                          | Sam Bennett         | NetApp-Endura               | z.t.     |
| 6                          | Jacopo Guarnieri    | Astana                      | z.t.     |
| 7                          | Arnaud Démare       | FDJ.fr                      | z.t.     |
| 8                          | Matteo Pelucchi     | IAM Cycling                 | z.t.     |
| 9                          | Michael Van Staeyen | Topsport Vlaanderen-Baloise | z.t.     |
| 10                         | Bernhard Eisel      | Sky ProCycling              | z.t.     |

| Algemeen klassement |                          |                         |          |
| Plaats              | Naam                     | Ploeg                   | Tijd     |
| Gouden trui         | Niki Terpstra            | Omega Pharma-Quick-Step | 9u19'38" |
| 2                   | Tom Boonen               | Omega Pharma-Quick-Step | + 0'17"  |
| 3                   | Jürgen Roelandts         | Lotto-Belisol           | + 0'20"  |
| 4                   | Ian Stannard             | Sky ProCycling          | + 0'37"  |
| 5                   | Guillaume Van Keirsbulck | Omega Pharma-Quick-Step | + 0'47"  |
| 6                   | Michael Mørkøv           | Tinkoff-Saxo            | + 0'48"  |
| 7                   | Marcel Sieberg           | Lotto-Belisol           | + 0'51"  |
| 8                   | Stijn Vandenbergh        | Omega Pharma-Quick-Step | + 1'00"  |
| 9                   | Andrew Fenn              | Omega Pharma-Quick-Step | + 1'08"  |
| 10                  | Karsten Kroon            | Tinkoff-Saxo            | + 1'21"  |

### 5e etappe
| Al Zubra Fort - Madinat Al Shamal (159 km) |                  |                         |          |
| Plaats                                     | Naam             | Ploeg                   | Tijd     |
| Winnaar                                    | André Greipel    | Lotto-Belisol           | 3u48'53" |
| 2                                          | Aidis Kruopis    | Orica-GreenEdge         | z.t.     |
| 3                                          | Theo Bos         | Belkin Pro Cycling      | z.t.     |
| 4                                          | Daniele Bennati  | Tinkoff-Saxo            | z.t.     |
| 5                                          | Matteo Pelucchi  | IAM Cycling             | z.t.     |
| 6                                          | Jürgen Roelandts | Lotto-Belisol           | z.t.     |
| 7                                          | Sam Bennett      | NetApp-Endura           | z.t.     |
| 8                                          | Tom Boonen       | Omega Pharma-Quick-Step | z.t.     |
| 9                                          | Niki Terpstra    | Omega Pharma-Quick-Step | z.t.     |
| 10                                         | Elia Viviani     | Cannondale              | z.t.     |

| Algemeen klassement |                          |                         |           |
| Plaats              | Naam                     | Ploeg                   | Tijd      |
| Gouden trui         | Niki Terpstra            | Omega Pharma-Quick-Step | 13u08'31" |
| 2                   | Tom Boonen               | Omega Pharma-Quick-Step | + 0'17"   |
| 3                   | Jürgen Roelandts         | Lotto-Belisol           | + 0'20"   |
| 4                   | Ian Stannard             | Sky ProCycling          | + 0'37"   |
| 5                   | Michael Mørkøv           | Tinkoff-Saxo            | + 0'48"   |
| 6                   | Marcel Sieberg           | Lotto-Belisol           | + 0'56"   |
| 7                   | Guillaume Van Keirsbulck | Omega Pharma-Quick-Step | + 0'57"   |
| 8                   | Stijn Vandenbergh        | Omega Pharma-Quick-Step | + 1'05"   |
| 9                   | Andrew Fenn              | Omega Pharma-Quick-Step | + 1'18"   |
| 10                  | André Greipel            | Lotto-Belisol           | + 1'23"   |

### 6e etappe
| Sealine Beach Resort - Doha Corniche (113,5 km) |                  |                         |          |
| Plaats                                          | Naam             | Ploeg                   | Tijd     |
| Winnaar                                         | Arnaud Démare    | FDJ.fr                  | 2u45'06" |
| 2                                               | Daniele Bennati  | Tinkoff-Saxo            | z.t.     |
| 3                                               | Bernhard Eisel   | Sky ProCycling          | z.t.     |
| 4                                               | Tom Boonen       | Omega Pharma-Quick-Step | z.t.     |
| 5                                               | Lucas Haedo      | SkyDive Dubai           | z.t.     |
| 6                                               | Silvan Dillier   | BMC Racing Team         | z.t.     |
| 7                                               | Andrea Guardini  | Astana                  | z.t.     |
| 8                                               | Sam Bennett      | NetApp-Endura           | z.t.     |
| 9                                               | Sebastian Lander | BMC Racing Team         | z.t.     |
| 10                                              | Nicola Ruffoni   | Bardiani CSF            | z.t.     |
|                                                 |                  |                         |          |
| 23                                              | Theo Bos         | Belkin Pro Cycling      | z.t.     |

## Eindklassementen
| Plaats      | Naam                     | Ploeg                   | Tijd      |
| ----------- | ------------------------ | ----------------------- | --------- |
| Gouden trui | Niki Terpstra            | Omega Pharma-Quick-Step | 15u53'37" |
| 2           | Tom Boonen               | Omega Pharma-Quick-Step | + 0'17"   |
| 3           | Jürgen Roelandts         | Lotto-Belisol           | + 0'20"   |
| 4           | Ian Stannard             | Sky ProCycling          | + 0'37"   |
| 5           | Michael Mørkøv           | Tinkoff-Saxo            | + 0'48"   |
| 6           | Marcel Sieberg           | Lotto-Belisol           | + 0'56"   |
| 7           | Guillaume Van Keirsbulck | Omega Pharma-Quick-Step | + 0'57"   |
| 8           | Stijn Vandenbergh        | Omega Pharma-Quick-Step | + 1'05"   |
| 9           | Andrew Fenn              | Omega Pharma-Quick-Step | + 1'18"   |
| 10          | André Greipel            | Lotto-Belisol           | + 1'23"   |
| 11          | Karsten Kroon            | Tinkoff-Saxo            | + 1'31"   |
| 12          | Nikolas Maes             | Omega Pharma-Quick-Step | + 1'32"   |
| 13          | Philippe Gilbert         | BMC Racing Team         | + 1'33"   |
| 14          | Gert Steegmans           | Omega Pharma-Quick-Step | + 1'35"   |
| 15          | Arnaud Démare            | FDJ.fr                  | + 1'43"   |
| 16          | Michael Schär            | BMC Racing Team         | + 1'46"   |
| 17          | Lars Bak                 | Lotto-Belisol           | + 1'54"   |
| 18          | Jacopo Guarnieri         | Astana                  | + 1'59"   |
| 19          | Alan Marangoni           | Cannondale              | z.t.      |
| 20          | Aidis Kruopis            | Orica-GreenEdge         | + 2'01"   |

| Plaats        | Naam             | Ploeg                   | Punten |
| ------------- | ---------------- | ----------------------- | ------ |
| Zilveren trui | Tom Boonen       | Omega Pharma-Quick-Step | 50     |
| 2             | Niki Terpstra    | Omega Pharma-Quick-Step | 38     |
| 3             | Jürgen Roelandts | Lotto-Belisol           | 34     |

| Plaats     | Naam                     | Ploeg                   | Punten    |
| ---------- | ------------------------ | ----------------------- | --------- |
| Witte trui | Guillaume Van Keirsbulck | Omega Pharma-Quick-Step | 15u54'34" |
| 2          | Andrew Fenn              | Omega Pharma-Quick-Step | + 0'21"   |
| 3          | Arnaud Démare            | FDJ.fr                  | + 0'46"   |
|            |                          |                         |           |
| 4          | Barry Markus             | Belkin Pro Cycling      | + 1'08"   |

| Plaats | Ploeg                   | Tijd      |
| ------ | ----------------------- | --------- |
|        | Omega Pharma-Quick-Step | 47u42'27" |
| 2      | Tinkoff-Saxo            | + 0'36"   |
| 3      | Lotto-Belisol           | + 1'37"   |
|        |                         |           |
| 7      | Belkin Pro Cycling      | + 3'36"   |

## Klassementenverloop
| Etappe       | Winnaar         | Algemeen klassement · | Puntenklassement · | Jongerenklassement ·     | Ploegenklassement ·     |
| ------------ | --------------- | --------------------- | ------------------ | ------------------------ | ----------------------- |
| 1            | Niki Terpstra   | Niki Terpstra         | Niki Terpstra      | Sam Bennett              | Omega Pharma-Quick-Step |
| 2            | Tom Boonen      | Niki Terpstra         | Niki Terpstra      | Andrew Fenn              | Omega Pharma-Quick-Step |
| 3            | Michael Hepburn | Niki Terpstra         | Niki Terpstra      | Guillaume Van Keirsbulck | Omega Pharma-Quick-Step |
| 4            | Tom Boonen      | Niki Terpstra         | Tom Boonen         | Guillaume Van Keirsbulck | Omega Pharma-Quick-Step |
| 5            | André Greipel   | Niki Terpstra         | Tom Boonen         | Guillaume Van Keirsbulck | Omega Pharma-Quick-Step |
| 6            | Arnaud Démare   | Niki Terpstra         | Tom Boonen         | Guillaume Van Keirsbulck | Omega Pharma-Quick-Step |
| 0Eindstanden | 0Eindstanden    | Niki Terpstra         | Tom Boonen         | Guillaume Van Keirsbulck | Omega Pharma-Quick-Step |

Mannen:
2002 · 
2003 · 
2004 · 
2005 · 
2006 · 
2007 · 
2008 · 
2009 · 
2010 · 
2011 · 
2012 · 
2013 · 
2014 · 
2015 · 
2016

Vrouwen:
2009 · 
2010 · 
2011 · 
2012 · 
2013 · 
2014 · 
2015 · 
2016
 Japan Cup · 
 Ronde van Hainan · 
 Ronde van het Taihu-meer · 
 Ronde van Dubai · 
 Ronde van Qatar · 
 Ronde van Oman · 
 Ronde van Langkawi · 
 Ronde van Taiwan · 
 Ronde van Japan · 
 Ronde van Korea · 
 Ronde van Iran · 
 Ronde van het Qinghaimeer · 
 Ronde van China I · 
 Ronde van China II · 
 Ronde van Almaty · 
 Japan Cup · 
 Ronde van Hainan · 
 Ronde van het Taihu-meer